# Acer shangszeense
Acer shangszeense é uma espécie de árvore do gênero Acer, pertencente à família Aceraceae.